# Las Lajas (Panamá Oeste)
Las Lajas es un corregimiento del distrito de Chame en la provincia de Panamá Oeste, República de Panamá. La localidad tiene 3.431 habitantes (2010).